# メンローパーク (カリフォルニア州)

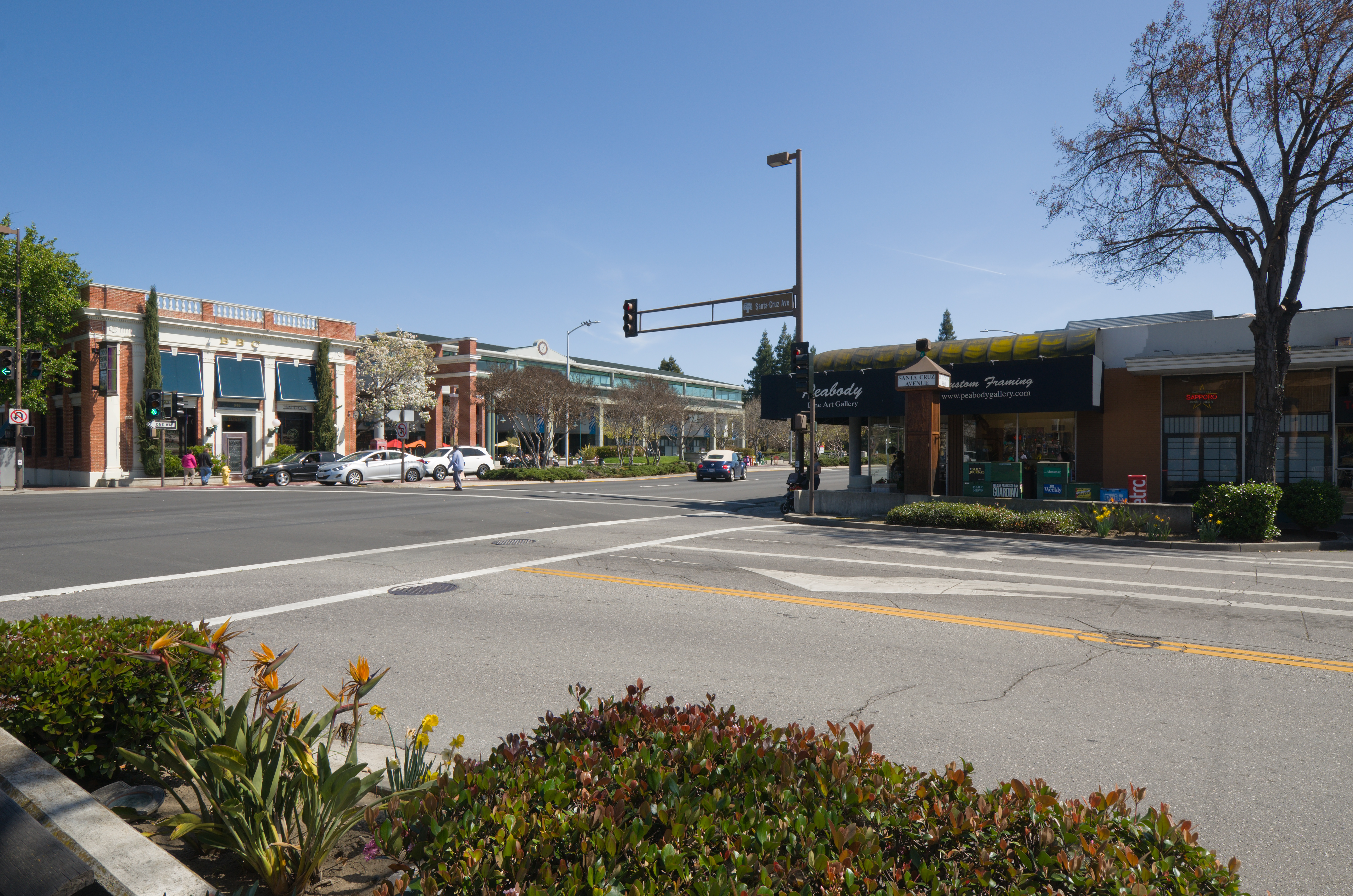
ダウンタウン・メンローパーク

メンローパーク（Menlo Park）は、アメリカ合衆国カリフォルニア州のサンマテオ郡にある都市。サンフランシスコから南東へ約45km、サンノゼから北西へ約30kmに位置する。人口は3万3780人（2020年）。

## 概要
サンフランシスコ・ベイエリアの郊外都市の1つであり、住民は富裕層が多い。南東に隣接するパロアルト同様に教育水準が高く、25歳以上の住民の約7割が学士以上の学位を保有している。市の中心部から約2km南にはスタンフォード大学のキャンパスが広がっている。メンローパークにはMeta社（旧・facebook社）やSRIインターナショナルが本社を置いているほか、市の南東を通るサンド・ヒル・ロード沿いにはベンチャーキャピタルが集中している。

## 地理

サンマテオ郡内の位置（右）

メンローパークはサンマテオ郡の東部にあり、サンタクララ郡と接している。座標は、北緯37度27分15秒 西経122度10分43秒 / 北緯37.45417度 西経122.17861度。
市域面積は25km2である。

## 歴史
メンローパークの起源は19世紀中盤、デニス・J・オリバー、およびその義兄D・C・マクグリンの2人のアイルランド人が購入した約7km2の土地にさかのぼる。1850年代、彼らは購入した土地の入り口（現在の市の中心部を通るエル・カミノ・レアルと、ミドル・アベニューとの交差点）に、メンローパークの名を冠した門を立てた。「メンロー」という名は、彼らの出身地であるアイルランド・ゴールウェイ県のメンロー村にちなんでつけられたものであった。1863年にはこの門の近くにサンフランシスコ・アンド・サンノゼ鉄道の駅が設けられ、メンローパークと名付けられた。1870年には郵便局が設置され、1874年には市として正式に法人化された。
第二次世界大戦後はサンフランシスコの都市圏拡大に伴いベッドタウンに発展していった。

## 交通
市の北東のサンフランシスコ湾側には高速道路規格となっている国道101号線が、また南西の山側には州間高速道路80号線の支線であるI-280が通り、サンフランシスコやサンノゼへと通じている。市の中心にはカルトレインの駅があり、サンフランシスコ方面やサンノゼ方面への列車が発着する。また、サンフランシスコ湾には、メンローパークと対岸のフリーモントとを結ぶダンバートン橋が架かっている。

## 註
1. ↑  “Quickfacts.census.gov”. 2023年8月19日閲覧。
2. ↑  Lin, Joanna. California's Most Educated Cities: Palo Alto, Los Altos Top The List. The Huffington Post. 2011年11月17日.
3. ↑  Schubarth, Cromwell. Facebook completes move to Menlo Park HQ. Silicon Valley/San Jose Business Journal. American City Business Journals. 2011年12月20日.
4. ↑  Contact Us: Headquarters - Silicon Valley. SRI International.
5. ↑  US Financial Centers: Sand Hill Road. usmoneycenters.com.
6. 1 2  Hoover, Mildred Brooke, and Douglas E. Kyle. Historic Spots in California. 4th Ed. p.405. Stanford, California: Stanford University Press. 2002年. ISBN 0-8047-4483-1.
7. 1 2  Durham, David L. California's Geographic Names: A Gazetteer of Historic and Modern Names of the State. p.662. Clovis, California: Word Dancer Press. 1998年. ISBN 1-884995-14-4.
8. ↑  Stanger, Frank M. South from San Francisco: The Life Story of San Mateo County. p.109. San Mateo County Historical Association. 1963年.